# Youssef El Khazen
Youssef El Khazen (in arabo: يوسف التاسع الخازن; Ajaltoun, 1791 – Dimane, 3 novembre 1854) è stato arcieparca di Damasco e patriarca della Chiesa maronita con il nome di Youssef IX.

## Biografia
Nato nel villaggio di Ajaltoun (distretto di Kisrawan) in Libano nel 1791, era membro di una delle famiglie più importanti della Nazione maronita, che all'epoca governava il distretto di Kisrawan ed aveva il privilegio di nominare gli arcivescovi di Damasco. Così Youssef El Khazen fu nominato arcieparca di Damasco e consacrato dal patriarca Youssef Boutros Hobaish il 6 aprile 1830.
Alla morte del patriarca Hobaish nel 1845, il Libano era nel pieno di una guerra civile tra Drusi e Maroniti. Il sinodo maronita poté riunirsi a Dimane solo il 16 agosto, e due giorni dopo fu eletto nuovo patriarca Youssef El Khazen. Le lettere sinodali furono portate a Roma, dove, nel concistoro del 19 gennaio 1846, papa Gregorio XVI confermò il nuovo patriarca e gli concesse il pallio.
La sua elezione aveva suscitato malcontento nella fazione opposta (come è accennato nell'allocuzione concistoriale), e questo aveva costretto il nuovo patriarca a lasciare Dimane per rifugiarsi a Zouk Mikael; ma le sue qualità umane e le sue capacità diplomatiche gli valsero ben presto la simpatia e l'appoggio di tutta la Nazione maronita. Grazie a queste stesse doti e al sostegno della Francia, riuscì a convincere le parti in lotta a deporre le armi per riportare la pace in Libano.
Dal punto di vista religioso, durante il suo pontificato ci fu un ritorno all'osservanza della disciplina ecclesiastica in materia di sacramento della penitenza. Infatti era invalsa l'abitudine di ascoltare le confessioni dei fedeli nelle case private, dunque fuori dalle chiese e dai luoghi preposti. Propaganda Fide intervenne con un decreto il 18 febbraio 1851 per richiamare le decisioni che il Sinodo maronita aveva già approvato nel 1736.
Il patriarca Youssef El Khazen morì il 3 novembre 1854 nella residenza patriarcale di Dimane.

## Genealogia episcopale e successione apostolica
La genealogia episcopale è:
- Patriarca Youhanna Bawab
- Patriarca Jirjis Rizqallah
- Patriarca Stefano Douayhy
- Patriarca Yaaqoub Boutros Awwad
- Patriarca Semaan Boutros Awwad
- Patriarca Youssef Boutros Estephan
- Patriarca Youhanna Boutros Helou
- Patriarca Youssef Boutros Hobaish
- Patriarca Youssef El Khazen

La successione apostolica è:
- Arcivescovo Estefan El-Khazen (1848)
- Arcivescovo Giuseppe Matar (1851)